# Nielba Wągrowiec (piłka ręczna)
Miejski Klub Sportowy Nielba Wągrowiec – polski męski klub piłki ręcznej, występujący w Lidze Centralnej Mężczyzn, powstały w 1960 w Wągrowcu.

## Historia
Sekcja piłki ręcznej w klubie Nielba Wągrowiec powstała w 1960. W latach 60. i na początku lat 70. szczypiorniści wągrowieckiej drużyny występowali w klasie A, lidze okręgowej i lidze terytorialnej. W 1973 wywalczyli mistrzostwo Polski Federacji Kolejarz. W sezonie 1973/1974 awansowali do II ligi, w której grali przez dwa lata. Po raz kolejny na tym szczeblu rozgrywek występowali w sezonach 1980/1981 i 1984/1985. Do II ligi ponownie awansowali w 1993. Po reorganizacji rozgrywek w 1998 znaleźli się w trzeciej klasie rozgrywkowej. W sezonie 2004/2005 uzyskali promocję do I ligi.
W latach 2005–2009 Nielba należała do czołowych zespołów I ligi. W sezonie 2008/2009 szczypiorniści z Wągrowca zajęli w tych rozgrywkach 1. miejsce (odnieśli 22 zwycięstwa w 22 meczach; uzyskali cztery punkty przewagi nad drugim w tabeli Śląskiem Wrocław), oznaczające awans do ekstraklasy.
W najwyższej klasie rozgrywkowej Nielba zadebiutowała 5 września 2009, przegrywając w meczu domowym z Azotami-Puławy (30:31). Pierwsze zwycięstwo odniosła w następnej kolejce, pokonując w spotkaniu wyjazdowym NMC Powen Zabrze (30:25). W rundzie zasadniczej sezonu 2009/2010 wągrowieccy szczypiorniści zajęli 7. miejsce (osiem zwycięstw, trzy remisy, 11 porażek), przystępując do gry w play-offach. W nich przegrali z Wisłą Płock (18:32; 30:35) i Travelandem-Społem Olsztyn (30:32; 31:32), by następnie wygrać z Piotrkowianinem Piotrków Trybunalski (28:27; 29:21) i zająć w końcowej klasyfikacji 7. miejsce. W sezonach 2010/2011 i 2011/2012 Nielba kończyła rozgrywki na 10. miejscu w tabeli, oznaczającym grę w barażach o utrzymanie. W maju 2011 klub z Wągrowca pokonał w nich Gwardię Opole (29:24; 30:16), zachowując miejsce w Superlidze. W maju 2012 uległ Czuwajowi Przemyśl (27:33; 40:33), spadając do I ligi.
W sezonach 2012/2013 i 2013/2014 Nielba zajęła w I lidze 2. miejsce, uprawniające do gry w barażach o awans do Superligi. W 2013 drużyna z Wągrowca została w nich pokonana przez Chrobrego Głogów (26:22; 16:31), natomiast w 2014 wygrała z Piotrkowianinem Piotrków Trybunalski (31:29; 25:20), wracając tym samym do najwyższej klasy rozgrywkowej. W sezonie 2014/2015 zajęła w niej 12. miejsce (trzy zwycięstwa – jedno w rundzie zasadniczej, dwa w meczach o miejsca 9–12; 25 porażek), spadając ponownie do I ligi.

## Osiągnięcia
- Ekstraklasa:
  - 7. miejsce: 2009/2010
- I liga:
  - 1. miejsce: 2008/2009
  - 2. miejsce: 2006/2007, 2007/2008, 2012/2013, 2013/2014
  - 3. miejsce: 2005/2006
- Król strzelców Superligi:
  - Dawid Przysiek: 2011/2012 (170 bramek)[9]
- Król strzelców I ligi:
  - Sebastian Bukowski: 2005/2006 (204 bramki)[10]